# Orthodoxe Synagoge (Makó)

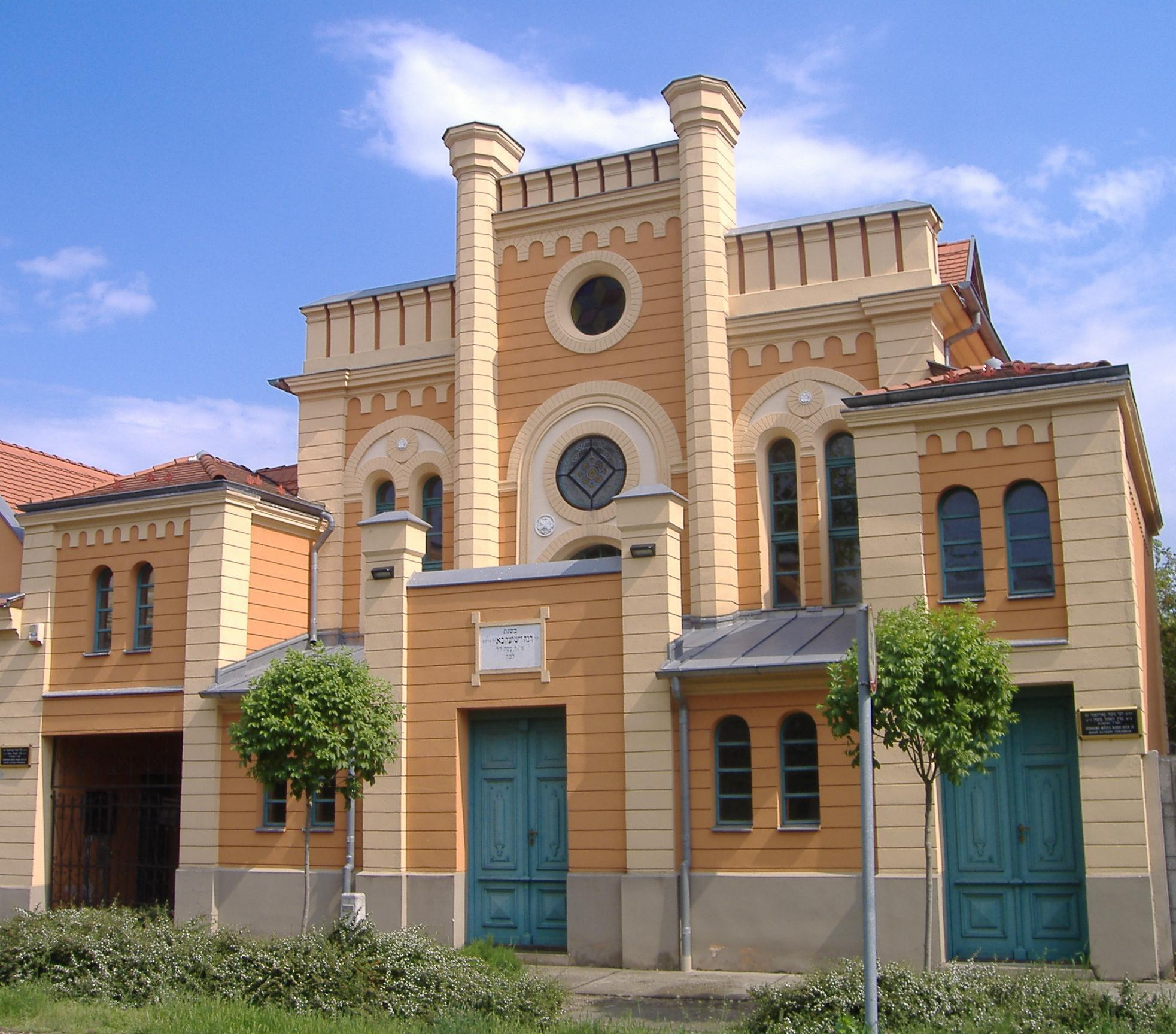
Orthodoxe Synagoge in Makó

Die Orthodoxe Synagoge in Makó, einer Mittelstadt im Komitat Csongrád-Csanád im Südosten Ungarns, wurde 1895 errichtet. Die Synagoge mit der Adresse Vonhand rabbi tér 3 ist ein geschütztes Kulturdenkmal. Sie wurde in den Jahren 1999 bis 2002 umfassend renoviert.
Im Jahr 1868 gab es eine Spaltung der jüdischen Gemeinde und die orthodoxe Gemeinde errichtete deshalb ihre eigene Synagoge.